# I Испанская ала кампагонов
I Испанская ала кампагонов (лат. Ala I Hispanorum Campagonum) — вспомогательное подразделение армии Древнего Рима.
Данное подразделение было набрано в провинции Тарраконская Испания из племени кампагонов. Точное время его формирования неизвестно: по одной версии, оно относится к эпохе правления династии Юлиев-Клавдиев, по другой — подразделение было набрано Домицианом или Траяном для войн с даками. Первое упоминание алы в датируемых надписях относится к 144 году. В это время она дислоцировалась в провинции Верхняя Дакия. Ала оставалась в этой провинции и после 144 года. Её лагерь располагался в крепости Микия. По всей видимости, солдаты подразделения участвовали в охране золотых рудников, расположенных к югу от форта. Позже, после нападения на рудники со стороны варваров в 167 году в Микию была переброшена II Флавиева конная когорта коммагенцев. По всей видимости, они оставались там и в III веке.